# Bratsche
Bratsche (italienisch viola, französisch alto) ist der heute im Deutschen  gebräuchliche Name für ein Streichinstrument, dessen Alternativbezeichnung Viola (Mehrzahl: Violen) ein Relikt der historischen Violenfamilie des 16. und 17. Jahrhunderts ist. Auf den ersten Blick wirkt sie wie eine größere Violine, ist jedoch etwas anders proportioniert, tiefer gestimmt (Altinstrument zur Violine) und klingt dunkler. Bratsche ist eine Umformung der italienischen Bezeichnung Viola da braccio (Armgeige, bei Daniel Speer Braz) und bezieht sich auf die Handhabung durch den Bratschisten, im Gegensatz zur Viola da gamba (Bein-Viola oder Knie-Geige), deren Spieler Gambist genannt wird.

## Charakteristika
„Scheinbar ist die Viola nur eine größere Violine, einfach eine Quint tiefer gestimmt. Tatsächlich liegen aber Welten zwischen den beiden Instrumenten. Drei Saiten haben sie gemeinsam, die A-, D- und G-Saite. Durch die hohe E-Saite erhält der Klang der Violine eine Leuchtkraft und metallische Durchdringlichkeit, die der Viola fehlen. Die Violine führt, die Viola bleibt im Schatten. Dafür besitzt die Viola durch die tiefe C-Saite eine eigenartige Herbheit, kompakt, etwas heiser, mit dem Rauchgeschmack von Holz, Erde und Gerbsäure,“

 schrieb der ungarische Komponist György Ligeti im Vorwort zu seiner Sonate für Viola solo (1991–1994).
Insgesamt wird der Klang der Bratsche als voll, weich, dunkel bis in die höchsten Lagen, immer etwas melancholisch, leicht rauchig und etwas näselnd beschrieben. Die Physik der Bratsche ist der der Violine sehr ähnlich; Details über den Aufbau des Instruments und die Funktion der einzelnen Bestandteile können im dortigen Artikel nachgelesen werden. Auch der Bogen gleicht dem der Violine, er ist allerdings 10–15 g schwerer und hat meist eine abgerundete Kante.
Die Bratsche besitzt vier Saiten im Abstand einer Quinte, gestimmt auf c – g – d1 – a1. Die drei höheren Saiten entsprechen den drei tieferen der Violine. Der tiefsten Saite (c) ist, zumal im „forte“, etwas Wildes und Raues zu eigen. Diese klangliche Eigenschaft kommt lautmalerisch in den Opern, Sinfonien und in der Filmmusik zur Geltung. Das hohe Register des Instruments, die A-Saite, ist eher dunkel, gleichzeitig von einer charakteristischen Schärfe, die an die Oboe erinnert.

### Zur Bauweise
Die Eigentümlichkeit des Bratschenklangs und das, was ihren Charakter ausmacht, beruht auf der Tatsache, dass der Korpus der Viola für ihre Stimmung eigentlich zu klein ist: da ihr höchster Ton eine Quinte tiefer liegt als bei der Geige (Frequenzverhältnis 2:3), könnte der Korpus auch im gleichen Verhältnis länger sein als der etwa 36 cm lange Geigenkorpus, also ungefähr 54 cm lang.

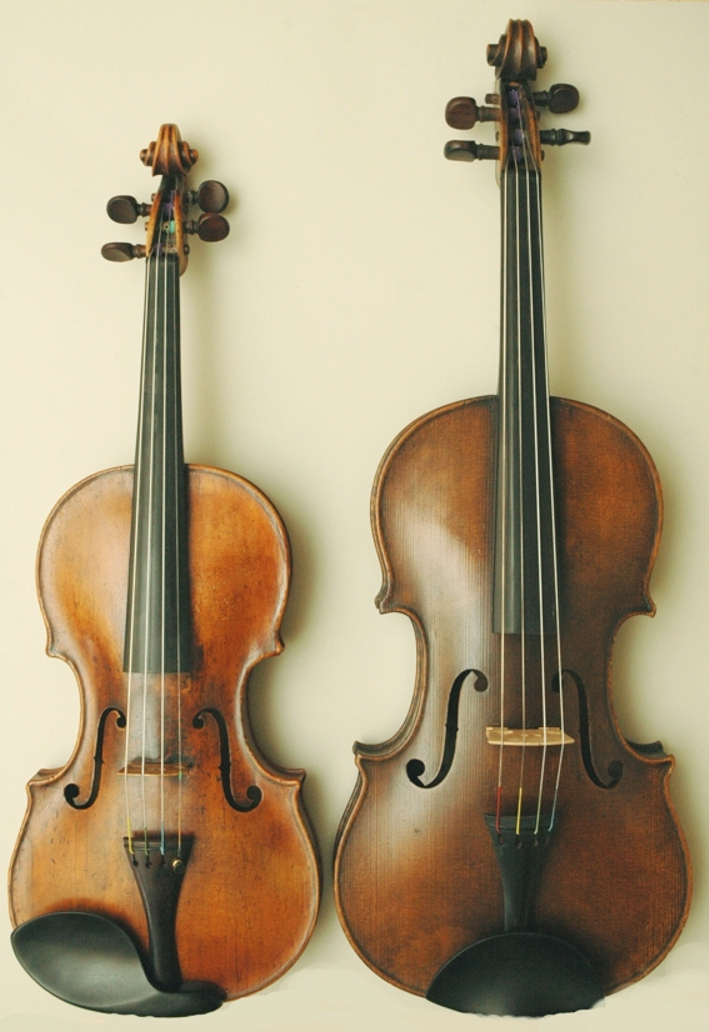
Größenunterschied Violine – Bratsche

Dass die Bratsche einen kleineren Korpus hat, als es die Physik nahezulegen scheint, ist das Ergebnis einer Entwicklung über Jahrhunderte. Dabei spielte das Verhältnis der menschlichen Körpergröße zum Instrument eine wichtige Rolle, auf die Rücksicht genommen werden musste: Je größer das Instrument, desto stärker die Streckung des linken Arms, desto kleiner der physiologisch mögliche Radius der Einwärtsdrehung (Supination) des Arms zum Greifen der Saiten.

### Zur Spielweise
Ein größerer Instrumentenkorpus bedeutet eine längere Mensur (schwingende Saitenlänge) mit demzufolge größeren Tonabständen. Die Finger der Griffhand sind beim Spielen permanent gespreizt und müssen gleichzeitig entspannt werden, um die Fingerfertigkeit zu gewährleisten. Schon auf der kleineren Geige wird der linke Arm stark einwärts gedreht. Durch die Bratsche wird der Halteapparat aus Arm, Rücken und Schulter ungleich stärker beansprucht. Durch die starke Supination des Armes entsteht eine Grenzposition, die leicht zu Muskelverhärtung und Schleimbeutelentzündung des Ellenbogengelenks führen kann, wenn die Spieltechnik nicht sachgemäß ist.
Bis in die Barockzeit hinein wurde die zweittiefste Stimme eines mehrstimmigen Streichersatzes auf Viola tenore genannten Instrumenten mit Korpuslängen von ca. 48 cm gespielt, die mittlere Stimme auf der mit 40 bis 42 cm Korpuslänge vielen heutigen Bratschen entsprechenden Viola alta (daher die französische Bezeichnung „alto“), wie sie etwa auch von dem Bratschisten Hermann Ritter 1876 (mit fünfter hohen Saite) konstruiert (deshalb auch Ritterbratsche genannt) und verwendet worden war. Im Ensemblespiel des 16. und 17. Jahrhunderts hielten sich die Spielanforderungen in Grenzen, sodass die Viole tenore trotz ihrer Größe gut spielbar war. Im 18. Jahrhundert jedoch wurden viele dieser Instrumente der gesteigerten technischen Anforderungen wegen verkleinert, beispielsweise wurde für den Streichersatz der Frühklassik gerne die ursprünglich dreisaitige Violetta adaptiert.

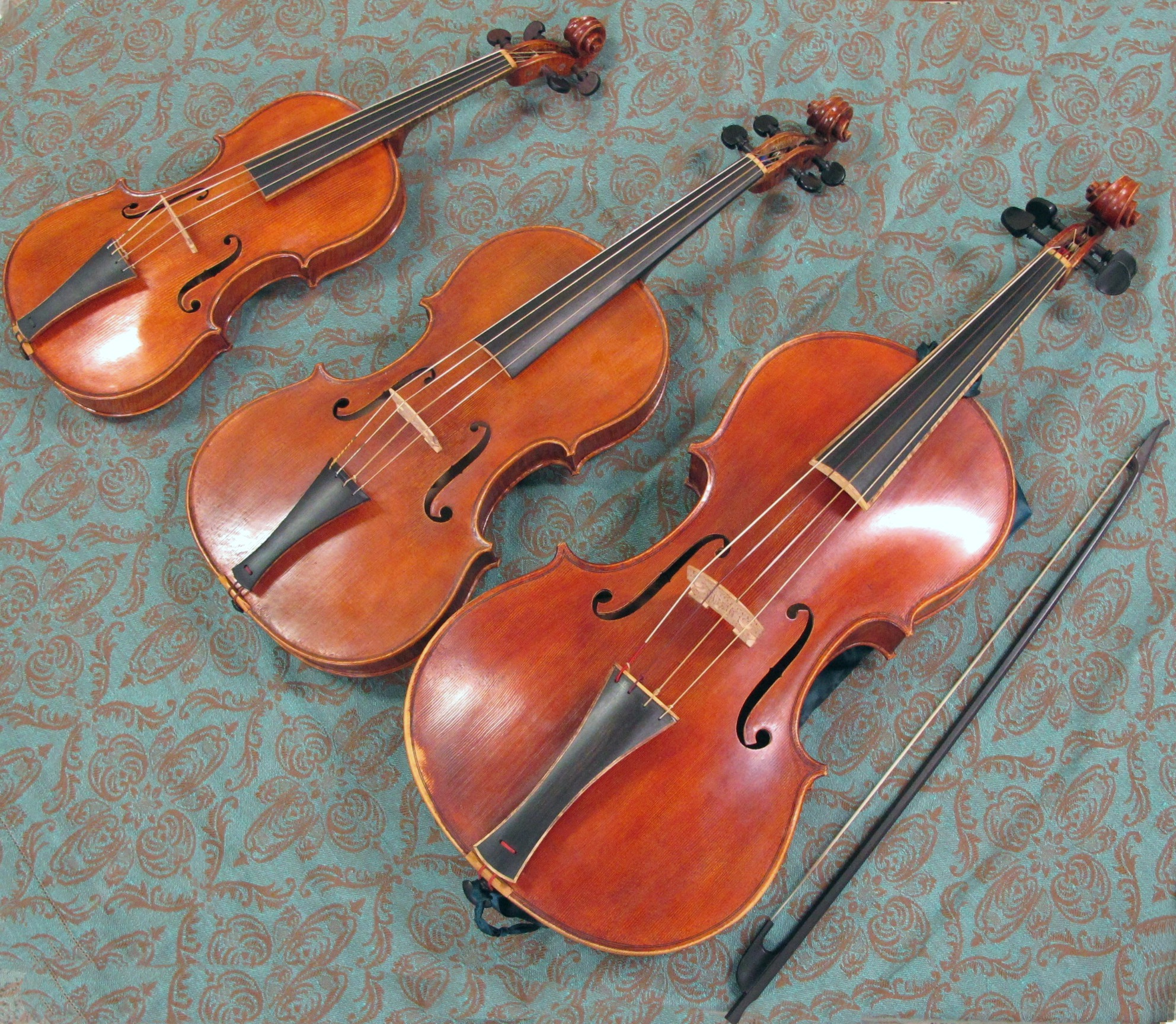
Ansicht von vorne nach hinten: Quinte de Violon, Bratsche 42 cm, Violine

Heute werden die klanggebenden Mittelstimmen, für welche die ehemals speziellen Viola-Bauweisen entstanden, von Bratsche (und Cello) ausgeführt. Allerdings führt die Wiederentdeckung des historischen Klanges mittels Nachbau alter Violainstrumente und historischer Spielweise zurück zur ursprünglichen Vielfalt der Instrumente.

### Wendepunkt der Entwicklung im 19. Jahrhundert
Die Verwendung einer solistischen Bratsche in Carl Maria von Webers Freischütz markiert einen Wendepunkt in der Bedeutung dieses Instruments. Das seither und bis in die Gegenwart wachsende Interesse an der Bratsche erforderte wieder klangvollere und damit erneut größere Instrumente. Dafür nahm man die Erschwerung der Spielbarkeit in Kauf. Jeder Bratschist sucht daher nach der für ihn besten Lösung im Spannungsfeld von Klang, technischer Beherrschung und bequemer Spielart. Im Gebrauch sind heute Instrumente zwischen 38 und 47 cm Korpuslänge, die meisten liegen zwischen 40,5 und 43 cm. Die richtige Größe des Instrumentes wird in der Regel an der Armlänge ausgerichtet aber bei der Viola auch an der Größe der Hand.

### Stimmenbezeichnung in Partituren und auf Titeln
In Partituren und auf Einzelstimmen alter und neuer Notendrucke und Handschriften ist für die Bratsche die Alternativbenennung „Viola“ gebräuchlich, ebenso auf Konzertprogrammzetteln für Konzertbesucher.

### Notation
Die Bratsche wird gegenwärtig als einziges Streichinstrument in der Regel im Altschlüssel notiert. Dies ist ein C-Schlüssel auf der dritten Linie von unten (gezählt im 5–Liniensystem). In dieser Position werden unnötig viele Hilfslinien im häufig benutzten tiefen Register vermieden. Für hohe Lagen ab etwa dem f’’ hingegen wird aus demselben Grund auf den Violinschlüssel ausgewichen. Im 17. Jahrhundert waren für die Mittelstimmen des Streichersatzes neben dem Altschlüssel auch Diskant-, Mezzosopran- und Tenorschlüssel gebräuchlich.

## Geschichte
Im Unterschied zum Namen „Bratsche“ weist die Alternativbezeichnung „Viola“ auf die lange historische Entwicklung der Bratsche aus der Instrumentenfamilie der Violen zurück, die sich in die Viola-da-braccio-Instrumente (Armgeigen) und Viola-da-gamba-Instrumente (Beingeigen) unterteilte. Ein gewichtiger Unterschied zwischen diesen Instrumentengruppen bildete sich heraus: Da-braccio-Instrumente haben keine Bünde (Saitenunterteilungen für die Tonhöhen), wie es die Da-gamba-Instrumente aufweisen. Die Blütezeit der „Violen“ lag im 16. und 17. Jahrhundert in der vielstimmigen Musik des Streicherconsorts, aus dem sich später bei gesteigerter Spielweise die Violinfamilie mit Violine, Viola und Violoncello entwickelte. Diese Umformung begann mit der Praxis des solistischen Geigenspiels zu Beginn des 17. Jahrhunderts.
Zu den Versuchen, das Instrument zu modifizieren, gehörte im 18. Jahrhundert der von dem Franzosen Michel Woldemar gebaute Violon alto, eine dem ebenfalls im 18. Jahrhundert gebauten Violino pomposo ähnliche fünfsaitige, um das doppeltgestrichene e erweiterte Bratsche. Zu Beginn des 20. Jahrhunderts beschäftigte sich Heinrich Dessauer (1863–1917), ein Schüler von Joseph Joachim, mit der Klangerweiterung der Bratsche.

## Verwendung in der Musik
Die Bratsche ist unverzichtbares Gruppeninstrument des 5-stimmigen Streicherapparates (1. Violinen, 2. Violinen, Bratschen, Celli, Kontrabässe) im Sinfonieorchester und gehört als Einzelinstrument zum klassischen Streichquartett.

### Kammermusik
Die eigentliche Heimstatt der Bratsche ist die Kammermusik. An erster Stelle steht hierbei das Streichquartett für erste und zweite Violine, Viola und Violoncello als Hauptgattung der Kammermusik, ferner Sonaten u. ä. für Viola Solo oder für Viola und Klavier. Weitere Streicherformationen sind:
- das Streichduo für Violine und Viola oder Violoncello oder Kontrabass oder für zwei Violen;
- das Streichtrio für Violine, Viola und Violoncello oder für zwei Violen und Violoncello oder für Viola, Violoncello und Kontrabass;
- das Streichquintett, wobei dem Streichquartett entweder eine zweite Viola oder ein zweites Violoncello hinzugefügt wird;
- das Streichsextett, meist für je zwei Violinen, Violen und Violoncelli.

### Sololiteratur
Zu den wichtigsten Konzerten für Bratsche gehören:
- Johann Sebastian Bach, 6. Brandenburgisches Konzert B-Dur BWV 1051
- Georg Philipp Telemann, Konzert für Bratsche in G-Dur TWV 51:G9
- Carl Stamitz, Violakonzert Nr. 1 D-Dur
- Franz Anton Hoffmeister, Violakonzert Nr. 1 D-Dur
- Michael Haydn, Konzert für Orgel, Viola und Streicher C-Dur P 55
- Joseph Martin Kraus, Konzert für Viola, Cello und Orchester G-Dur, VB 153a
- Wolfgang Amadeus Mozart, Sinfonia concertante für Violine und Viola Es-Dur, KV 364
- Carl Friedrich Zelter, Konzert für Viola und Orchester in Es-Dur
- Niccolò Paganini, Sonata per La Gran' Viola ed Orchestra
- Hector Berlioz, Harold en Italie, Symphonie mit konzertanter Viola (1834)
- Luise Adolpha Le Beau, Drei Konzertstücke für Bratsche op. 26 (Kahnt, Leipzig)
- Richard Strauss, Don Quixote, op. 35 (Violoncello und Bratsche)
- William Walton, Konzert für Viola und Orchester
- Paul Hindemith, Der Schwanendreher
- Paul Hindemith, Kammermusik nr. 5, op. 36 nr. 4
- Béla Bartók, Konzert für Viola und Orchester
- Bohuslav Martinů, Rhapsodie-Konzert für Viola und Orchester
- George Enescu, Konzertstück für Viola und Klavier
- Josef Schelb, Konzert für Bratsche Nr. 1 (mit kleinem Orchester 1947) und Nr. 2 (mit Streichorchester 1956)
- Hermann Schroeder, Konzert für Viola und Orchester op. 45
- Allan Pettersson, Konzert für Viola und Orchester
- Alfred Schnittke, Konzert für Viola und Orchester
- Morton Feldman, The viola in my life IV
- Toru Takemitsu, Konzert für Viola und Orchester
- Gija Kantscheli, Vom Winde beweint, Liturgie für großes Orchester und Solo-Viola, sowie Styx für Bratsche, Orchester und Chor
- Volker David Kirchner, Nachtstück für Viola und Orchester
- Sofia Gubaidulina, Konzert für Viola und Orchester
- Hartmut Schmidt, zwei Konzerte für Viola und Orchester; Viola-Sola – Per Veronica (geschrieben für Veronika Hagen)
- Georges Lentz, Monh für Bratsche, Orchester und Elektronik
- Anders Eliasson, Concerto per violino, viola ed orchestra da camera, Doppelkonzert für Violine, Viola und Kammerorchester
- Kalevi Aho, Konzert für Viola und Kammerorchester
- György Kurtág, ...Concertante... op. 42 für Violine, Bratsche und Orchester
- Constantinos Stylianou, Konzert für Viola und Orchester in c-Moll (2012)
- Jörg Widmann, Viola Concerto (2015)

Zu den bedeutendsten Solostücken für Viola gehören:
- Max Reger, Suiten für Viola solo op. 131d
- Paul Hindemith, Sonate für Viola solo, op. 25 Nr. 1
- Igor Strawinski, Elegy for Solo Viola
- Luciano Berio, Sequenza VI
- Felicitas Kukuck, Die Tänze der Mirjam. 10 Tänze für Viola solo (1987)

Eine ganze Reihe Werke gibt es auch in ungewöhnlicheren Besetzungen wie den folgenden:
- Flöte, Viola und Harfe (über 80 Originalkompositionen; Hauptwerk: Claude Debussy Sonate, in g, 1915)
- Klarinette, Viola und Klavier (über 80 Originalkompositionen: Hauptwerke: Wolfgang Amadeus Mozart Kegelstatt-Trio KV 498, in Es, 1786; Robert Schumann Märchenerzählungen, op. 132, 1854; Max Bruch Acht Stücke op. 83)
- Gesang (meist Alt), Viola und Klavier (über 150 Originalkompositionen; Hauptwerk: Johannes Brahms Zwei Gesänge op. 91, für Alt, „Gestillte Sehnsucht“ und „Geistliches Wiegenlied“)
- Flöte, Violine und Viola (über 130 Originalkompositionen; Hauptwerk: Ludwig van Beethoven Serenade, in D, op. 25, ca. 1795)
- das Klavierquartett und -quintett mit einer bzw. zwei Violinen, Viola, Violoncello und Klavier.

Darüber hinaus gibt es Kammermusikwerke in fast jeder denkbaren Kombination von Instrumenten z. B.
- Konzert-Improvisationen für Flöte, Viola, Harfe und Cembalo op. 37 (1974) des bulgarischen Komponisten Vassil Kazandjiev.

### Orchester

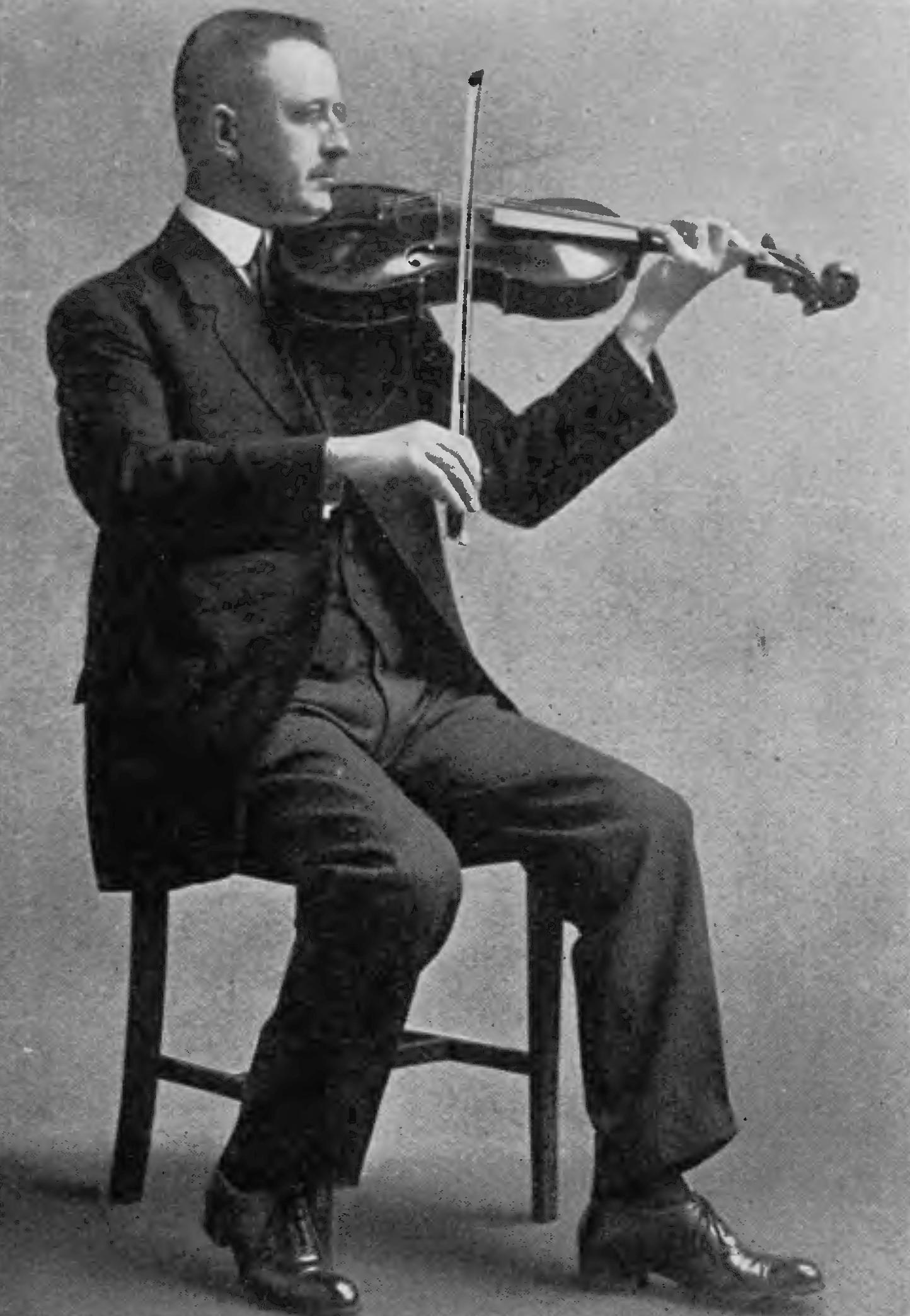
Solo-Bratschist der New Yorker Philharmoniker (1917)

„Von allen Instrumenten im Orchester ist die Viola dasjenige, dessen ausgezeichnete Eigenschaften man am längsten verkannt hat“, notierte Hector Berlioz in seiner berühmten Instrumentationslehre. Noch vor der Emanzipation des Instruments im solistischen Spiel fand dieser Zustand jedoch im Lauf des 19. Jahrhunderts sein Ende. Die bedeutendsten Partien für die Bratsche in Orchesterwerken finden sich unter anderem im zweiten Satz von Anton Bruckners 4. Sinfonie (der „Romantischen“), im Adagio der 10. Sinfonie von Gustav Mahler und, für eine Solo-Bratsche, in der Sinfonischen Dichtung Don Quixote von Richard Strauss. Des Weiteren findet sich eine kürzere Bratschenmelodie-Passage in Bernsteins Candide-Ouvertüre (Konzertversion, ab Takt 82).
Dennoch konnte die Bratsche nie ansatzweise an die Popularität der Violine, welches schon über mehrere hundert Jahre das führende Melodieinstrument des Streichorchesters bzw. des Orchesters ist, reichen. Somit finden sich auch noch in heutiger musikalischer Literatur (sei es klassische Musik, Musical, Jazz oder Pop) eher seltener Passagen (unter anderem jedoch in der Morgenstimmung von Edvard Grieg), in denen nur die Bratschen die Melodieführung übernehmen. Üblicherweise sind diese nach wie vor geringer besetzt als die Violinen und dienen bei Melodielinien hauptsächlich der Stützung der Violinen und/oder der Celli, wobei sie selbst nur selten in den Vordergrund des Geschehens treten, was wohl auch an dem im Vergleich zur Violine eher näselndem, rauem und weitaus weniger brillierendem Klang liegt.
In der frühen Barockzeit (zum Beispiel in frühen Bach-Kantaten) schrieben viele Komponisten noch zwei geteilte Bratschenstimmen, sehr bald jedoch war eine einzige, ungeteilte Stimme die Regel. Die Bratsche bildet im Orchester die klangliche Brücke von den beiden Violinstimmen zur Bassgruppe mit dem Violoncello und dem Kontrabass. Im heutigen Sinfonieorchester wirken in großen Streichbesetzungen häufig zwölf Bratschisten mit, also zwei Spieler weniger als in der Gruppe der Zweiten Violinen und zwei mehr als in der Cellogruppe. Der erste Bratschist heißt Solo-Bratschist; er führt die Stimmgruppe an und spielt die Solopassagen für eine einzelne Bratsche, wenn die Partitur dies vorsieht. Die Bratschen sitzen im Orchester meist in der Mitte rechts vor dem Dirigenten zwischen den Zweiten Geigen und den Violoncelli, in manchen Orchestern, wie bei den Berliner Philharmonikern, auch ganz rechts am Podiumsrand, gegenüber den Ersten Geigen und vor den Kontrabässen. (Diese Aufstellung, die von Serge Kussewitzki und Wilhelm Furtwängler etwa gleichzeitig praktiziert wurde – und sich einiger Beliebtheit erfreut – ist diejenige, die den Bratschen die besten akustischen Voraussetzungen schafft. Gelegentlich werden die Bratschen auch nach links – hinter die ersten Geigen gesetzt – und die zweiten Geigen dann rechts. Diese Aufstellung ist akustisch auch günstig, ändert aber den Bratschenklang ein wenig in Richtung des helleren Geigenklanges.)

## Pädagogik
Viele Bratschisten lernen als Kind zunächst Geige und wechseln dann zur „großen Schwester“. Das kann einerseits aus eigenem Interesse geschehen, wenn dem jungen Geiger beispielsweise der Klang oder die tiefere Lage besser gefällt, andererseits gibt es durchaus auch Geigenlehrer, die Schülern mit großen Händen und langen Armen den Wechsel auf das größere Instrument empfehlen. Es gibt jedoch auch kleine Kinderbratschen ab 1/16-Größe, so dass es inzwischen auch für junge Schüler, die gerne Bratsche spielen möchten, die Möglichkeit eines direkten Beginns auf der Bratsche gibt. Leider war es auch lange Zeit üblich, weniger talentierte Geiger Bratsche lernen zu lassen, was die Vorurteile gegen Bratschisten verstärkte.

## Aspekte der Entwicklung

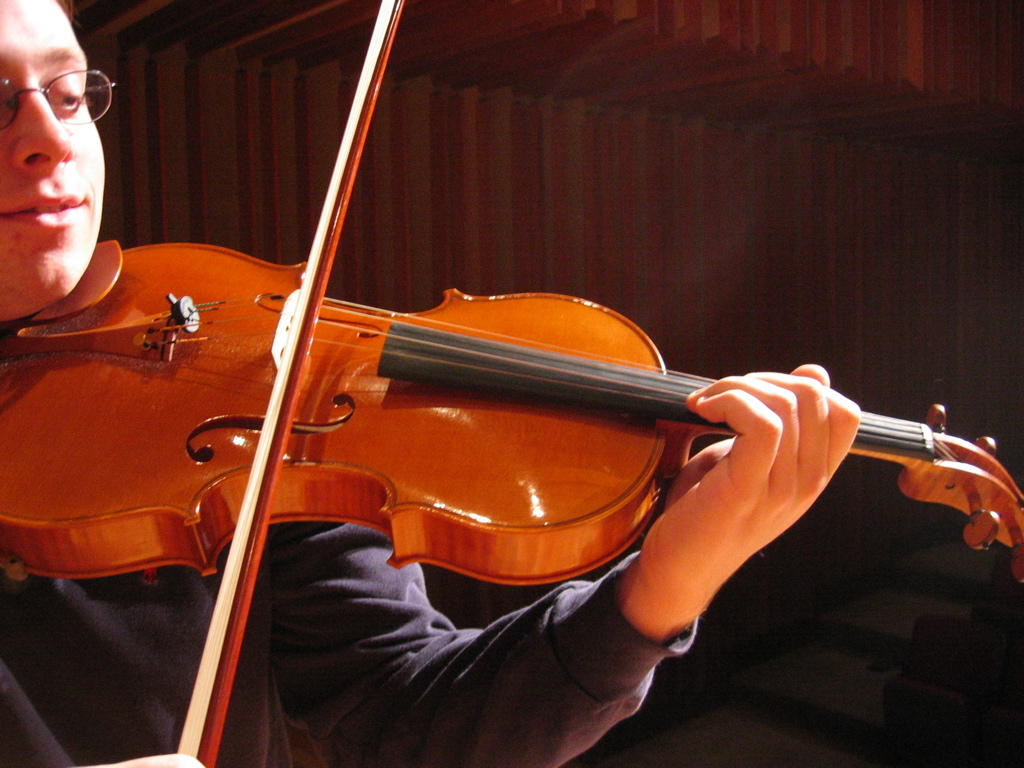
Eine Bratsche mit 43 cm Korpuslänge

Die Bratsche stand lange Zeit im Schatten der Violine und des in der Romantik geschätzten Violoncellos, so dass es bis ins 20. Jahrhundert vergleichsweise wenig Sololiteratur gab. Vor allem die aus der Größe des Instruments resultierenden Besonderheiten und der sich gegen ein begleitendes Orchester ungleich schwerer durchsetzende dunkle Klang in der Mittellage verhinderten lange Zeit eine virtuose Zurschaustellung. Das größere Violoncello ist aufgrund seiner anderen Spielhaltung und Griffweise (chromatischer Fingersatz und Gebrauch des Daumens) bei schwierigen Passagen und Stricharten leichter zu spielen.
Obwohl gerade die speziellen Anforderungen der Bratsche Instrumentalisten mit einer elaborierten Technik voraussetzen, hält sich in Musikerkreisen ein Vorurteil, gemäß dem „schlechte“ Geiger zur Bratsche weitergeleitet würden. Dies wird auch durch zahlreiche Witze thematisiert.

## Orchesterpraxis
Lange Zeit war es eine weit verbreitete Gepflogenheit, die Violen nur sehr schwach zu besetzen. Ob der Richard Strauss zugeschriebene Satz: „Mit der fünften Bratsche beginnt das große Orchester.“ wirklich von ihm stammt, ist unbelegt. Er zeigt aber die Praxis vieler Orchester im 19. Jahrhundert und zu Beginn des 20. Jahrhunderts, relativ wenige Bratschen zu besetzen. Ironische Sprüche wie „Man hört sie nicht, man sieht sie nicht, aber unser himmlischer Vater ernährt sie alle.“ waren weit verbreitet. Eine Streicherbesetzung von 9/8/4/6/5 war gängig. Deshalb finden sich z. B. bei Smetana und Fibich auffällig viele Teilungen der Violoncelli, die so die tiefen Lagen der Viola unterstützen. Auch das Orchester von André Rieu hat die Violoncelli stärker als die Violen besetzt. 
Der Komponist Peter Jona Korn riet allen seinen Schülern, dem Vorbild der amerikanischen Filmmusik zu folgen und die Violen im Tutti – sofern notwendig – stets durch Klarinetten zu verstärken («weglassen kann man sie immer noch»).

## Bekannte Spieler
Zu den bekannten Bratschisten zählen unter anderem Rudolf Barschai, Juri Baschmet, Wolfram Christ, Viacheslav Dinerchtein, Veronika Hagen, Paul Hindemith, Nobuko Imai, Kim Kashkashian, Ulrich Koch, Jürgen Kussmaul, Tatjana Masurenko, Nils Mönkemeyer, Marius Nichiteanu, William Primrose, Hartmut Rohde, Vincent Royer, Antoine Tamestit, Lionel Tertis und Tabea Zimmermann.

## Kurioses
Als exzellenter Viola-Spieler und Instrumentenbauer rekonstruierte der deutsche Verhaltensforscher Erich von Holst Bratschen, die wie altitalienische Modelle klangen – um zu beweisen, dass er die Gesetzmäßigkeiten der Klangbildung richtig erfasst hatte. Darüber hinaus entwickelte er einen Vorschlag zur Lösung des sogenannten „Bratschenproblems“ (Armlänge und -drehung, siehe oben) durch eine asymmetrische Bauweise (eine schlichte geometrische Scherung), die nach seinen Berechnungen keine klanglichen Nachteile hervorbringt.